# Wetzlar-Dillfeld
Wetzlar-Dillfeld ist der 11. Stadtbezirk von Wetzlar.

## Ökonomie
Dillfeld besteht überwiegend aus planungsrechtlich ausgewiesenem Gewerbegebiet mit Industrieanlagen der Firma Buderus und weiteren mittelständischen Gewerbebetrieben. So haben sich seit Mitte der 1990er Jahre dort ein großer Baumarkt, mehrere Autohäuser und Dienstleistungsbetriebe angesiedelt.
Staatlicherseits befindet sich dort eine Auslagerung der Wetzlarer Stadtreinigung, einem Eigenbetrieb der Stadt Wetzlar, mit Recycling- und Wertstoffhof und Servicebüro.

## Geographie
Dillfeld wird in Nord-Süd-Richtung von der Dill durchflossen.
Benachbarte Verwaltungseinheiten sind:
- Aßlar im Nordwesten
- Wetzlar-Hermannstein im Nordosten
- Stadtbezirk Niedergirmes im Osten
- Stadtbezirk Neustadt im Südosten
- Stadtbezirk Altenberger Straße im Süden
- Stadtbezirk Dalheim im Westen

## Verkehr
Dillfeld hat sehr gute Straßenanbindungen, so befindet sich die Autobahnanschlussstelle Aßlar, an welcher die Bundesautobahn 480 provisorisch endet, zum Teil auf dem Gebiet. Ferner verläuft hier die im Wetzlarer Stadtgebiet vierspurig ausgebaute Bundesstraße 277 (früher B 277a) mit dem direkten Anschluss Dillfeld. Die B 277 führt im Nachbarbezirk Dalheim direkt zur Bundesstraße 49 mit der Anschlussstelle Wetzlar-Dalheim, womit diese auch zeitnah angebunden ist.
Einzelne Fahrten der Linie 16 der Wetzlarer Verkehrsbetriebe fahren über die Haltestelle Dillfeld weiter nach Dalheim und zum zentralen Omnibusbahnhof (ZOB).